# NeuroLex

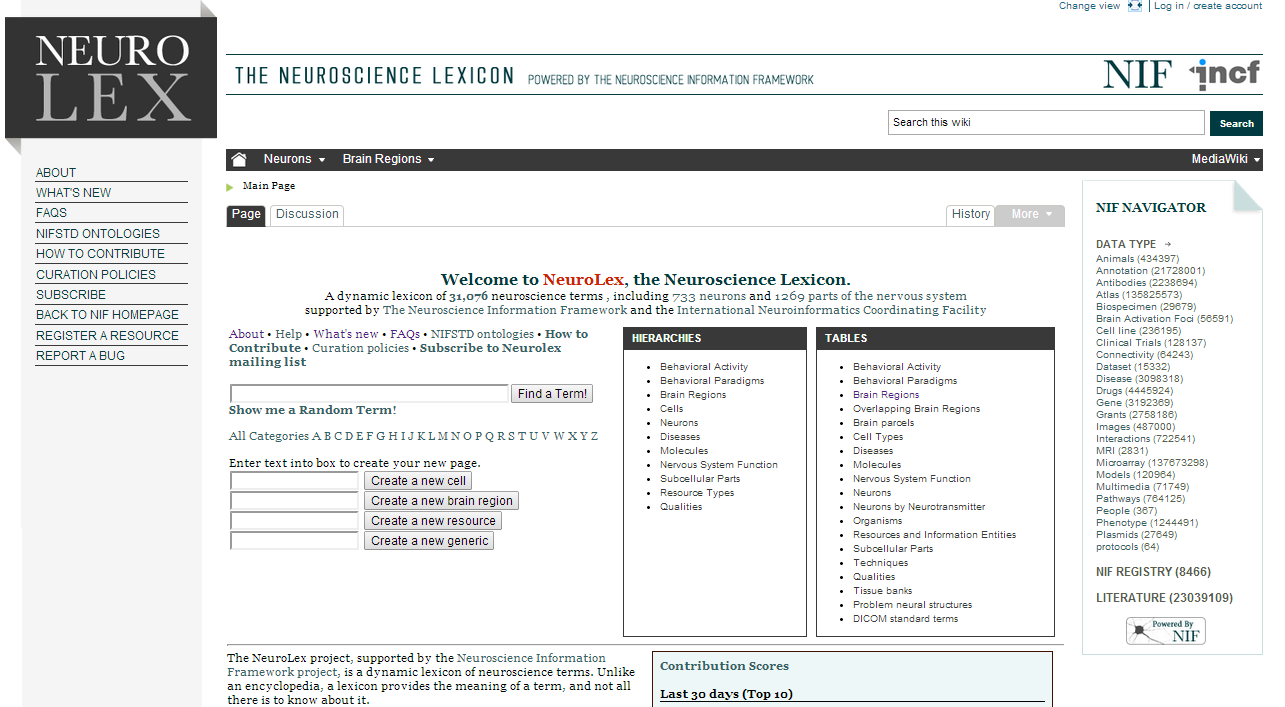
Captura de pantalla de la página principal de NeuroLex, a 01-02-2014.

NeuroLex es un lexicón dinámico de conceptos de neurociencia. Está estructurado como una wiki semántica, utilizando Semantic MediaWiki. NeuroLex cuenta con el apoyo del proyecto Neuroscience Information Framework.

## Introducción
NeuroLex tiene por objetivo ayudar a mejorar la forma mediante la cual los neurocientíficos intercambian datos, de forma tal que sistemas de información como NIF puedan encontrar la información más fácilmente y brindar formas más poderosas de integrar datos que se presentan en un conjunto disperso de fuentes y recursos. Uno de los principales escollos a la integración de datos en la neurociencia es el uso inconsistente de terminología en las bases de datos y otros reservorios de conocimiento tales como la literatura. Cuando se utilizan los mismos términos para expresar cosas distintas, se hace difícil consultar a un conjunto amplio de recursos. Por ejemplo, si tres bases de datos poseen información sobre qué genes son expresados en la corteza, pero ellos utilizan definiciones diferentes de corteza cerebral, entonces se torna difícil el poder compararlos.